# 威廉·莱胡姆
威廉·莱胡姆（德語：Wilhelm Leichum，1911年5月12日—1941年7月19日），德国男子田径运动员。他曾代表德国参加1936年夏季奥林匹克运动会田径比赛，获得男子4×100米接力铜牌。